# Buster Douglas
James "Buster" Douglas (Columbus, 7 de abril de 1960) é um ex-pugilista estadunidense.         Foi ele o responsável por quebrar a invencibilidade do até então invicto Mike Tyson, em 11 de fevereiro de 1990, no Tokyo Dome, no Japão, conquistando seus três títulos mundiais. 

## Literatura
- Christof Gertsch, Mikael Krogerus: Der letzte Kampf. In: Das Magazin Nr. 39, 26. September 2020,  S. 10–35 (online Teil 1; Teil 2; German)